# Петровцы (Карсовайское сельское поселение)
Петровцы — деревня в Балезинском районе Удмуртии. Входит в состав Карсовайского сельского поселения.

## География
Деревня расположена на северо-востоке республики на расстоянии примерно в 37 километрах по прямой к северу от районного центра Балезина.
Часовой пояс
Деревня Петровцы как и вся Удмуртия, находится в часовой зоне МСК+1. Смещение применяемого времени относительно UTC составляет +4:00.

## Население
| 2010 | 2012 | 2014 |
| ---- | ---- | ---- |
| 31   | ↗32  | ↘23  |

Национальный состав
Согласно результатам переписи 2002 года, в национальной структуре населения русские составляли 68 %, а удмурты 29 % из 34 чел..